# Sven Rothenberger
Sven Gunther Rothenberger, né le 1er juin 1966 à Francfort, est un cavalier allemand de dressage, qui est devenu néerlandais après son mariage avec Gonnelien Gordijn en 1994. 

## Palmarès
| Année | Compétition     | Lieu    | Place | Épreuve    |
| ----- | --------------- | ------- | ----- | ---------- |
| 1996  | Jeux olympiques | Atlanta | 2e    | équipes    |
| 1996  | Jeux olympiques | Atlanta | 3e    | individuel |
| 2000  | Jeux olympiques | Sydney  | 4e    | équipes    |
| 2000  | Jeux olympiques | Sydney  | 17e   | individuel |